# Глибнянське
Глибнянське — заповідне урочище в Україні. Об'єкт природно-заповідного фонду Сумської області. 
Розташований у лісовому фонду ДП «Краснопільський лісгосп» на захід від с. Глибне. Створений з метою збереження унікального дубового насадження віком близько 130 років. Місце зростання типових та рідкісних видів рослин, занесених до Червоної книги України (коручка черемниковидна, гніздівка звичайна). Осередок відтворення мисливської фауни.